# Apostolska nunciatura v Iranu
Apostolska nunciatura v Iranu je diplomatsko prestavništvo (veleposlaništvo) Svetega sedeža v Iranu, ki ima sedež v Teheranu; ustanovljena je bila 13. marca 1874.
Trenutni (april 2025) apostolski nuncij je Andrzej Józwowicz.

## Seznam apostolskih nuncijev
- Augustin-Pierre Cluzel (30. marec 1874–12. avgust 1882)
- Jacques-Hector Thomas (4. maj 1883–9. september 1890)
- Hilarion Montéty (13. februar 1891–april 1896)
- François Lesné (20. april 1896–11. februar 1910)
- Jacques-Emile Sontag (13. julij 1910–27. julij 1918)
- Adriano Smets (13. januar 1922–1930)
- Egidio Lari (1. junij 1931–marec 1936)
- Alcide Marina (7. marec 1936–18. april 1945)
- Paolo Pappalardo (7. avgust 1948–19. marec 1953)
- Raffaele Forni (31. julij 1953–24. september 1955)
- Giuseppe Paupini (2. februar 1956–25. februar 1957)
- Vittore Ugo Righi (14. oktober 1961–1. februar 1964)
- Salvatore Asta (23. marec 1964–7. junij 1969)
- Paolino Limongi (9. julij 1969–marec 1971)
- Ernesto Gallina (13. marec 1971–4. januar 1976)
- Annibale Bugnini (4. januar 1976–3. julij 1982)
- Giovanni De Andrea (26. januar 1983–22. november 1986)
- John Bulaitis (11. julij 1987–30. november 1991)
- Romeo Panciroli (18. marec 1992–april 1999)
- Angelo Mottola (16. julij 1999–25. januar 2007)
- Jean-Paul Aimé Gobel (10. oktober 2007–5. januar 2013)
- Leo Boccardi (11. julij 2013–11. marec 2021)
- Andrzej Józwowicz (28. junij 2021–danes)